# Бабук, Владимир Борисович
Владимир Борисович Бабук (05.02.1910-18.08.1978) — советский учёный в области механизации сельскохозяйственного производства, член-корреспондент ВАСХНИЛ (1956).

## Биография
Родился в с. Кроты (ныне Пирятинский район Полтавской области). Окончил Киевский политехнический институт (1931) и аспирантуру Украинского н.-и. авиадизельного института (1933).
- 1933—1940 директор и технорук Изюмской МТМ Наркомзема УССР,
- 1940—1941 директор Старобельского автотрактороремонтного завода НКЗ УССР,
- 1941—1943 директор Александровской машинно-тракторной станции НКЗ СССР, Оренбургская область,
- 1943 начальник технического отдела Украинского ремтреста НКЗ УССР.
- 1943—1960 директор Украинского НИИ механизации и электрификации сельского хозяйства,
- 1960—1962 заместитель председателя Совета по координации научных исследований Украинской академии с.-х. наук,
- 1962—1967 директор Украинского филиала Всесоюзного н.-и. технологического института «Союзсельхозтехника»,
- 1967—1970 директор ВНИИ приборов и техники измерений в сельском хозяйстве.

Кандидат технических наук (1933), член-корреспондент ВАСХНИЛ (1956).
Специалист в вопросах ремонта и эксплуатации тракторов и с.-х. машин.
Награждён орденами Ленина (1958), Трудового Красного Знамени (1954), 4 медалями СССР, 2 медалями ВСХВ.
Автор (соавтор) более 100 научных работ, в том числе 16 книг и брошюр.
Публикации:
- Вузловий метод ремонту тракторів / соавт. Ф. Л. Максимчук. — Київ: Держсільгоспвидав УРСР, 1952. — 89 с.
- Технические указания по контролю деталей и узлов трактора ДТ-54 по рабочим местам в мастерской МТС с таблицами монтажных сопряжений / соавт.: Ф. Л. Максимчук и др. — М.: Изд-во МСХ СССР, 1952. — 351 с.
- Тракторы и сельскохозяйственные машины Англии, США и Канады. — Киев: Сельхозиздат УССР, 1959. — 327 с.
- Пневмоінструмент ремонтника-механізатора / соавт.: I.М. Сторчак, П. О. Черненко. — Київ: Урожай, 1966. — 133 с.
- Ремонт кукурузоуборочных комбайнов «Херсонец» / соавт. Г. А. Иваненко. — М.: Колос, 1968. — 126 с.